# Sacra Famiglia con i santi Girolamo e Anna
La Sacra Famiglia con i santi Girolamo e Anna è un dipinto a olio su tela (69x87,5 cm) di Lorenzo Lotto, firmato e datato 1534, e conservato negli Uffizi a Firenze.

## Storia e descrizione
L'opera è documentata a palazzo Pitti dall'inizio del Settecento e se ne conosce una seconda versione nella collezione Seilern di Londra, della quale la tavola degli Uffizi è forse una derivazione.
Il dipinto degli Uffizi infatti mostra un san Girolamo laddove in quello londinese è presente un paesaggio attraverso una finestra aperta. La composizione è giocata lungo le diagonali, con il gruppo della Madonna col Bambino vegliato da sant'Anna a destra e Giuseppe in adorazione a sinistra, sormontato da Girolamo più in ombra e di qualità leggermente inferiore.
Come in altre opere dell'epoca spiccano i contrasti vivi tra i colori, il panneggio irrequieto, l'espressività patetica dei personaggi, soprattutto Giuseppe dal volto in estasi. La luce indugia sulle figure con molta libertà, evidenziando il gruppo destro e mettendo in secondo piano i personaggi a sinistra.